# Stefan Lasko
Stefan Vanghel Lasko (ang. Stephen Lasko; ur. 2 września 1900 w Malëshovë, zm. 30 kwietnia 1975 w Bostonie) – albański biskup prawosławny działający w Stanach Zjednoczonych.

## Życiorys
W czerwcu 1949 roku otrzymał święcenia kapłańskie z rąk biskupa Fana Nolego, a w latach 1951–1955 służył w parafii Świętych Piotra i Pawła w Filadelfii. Został przeniesiony do parafii św. Teodozjusza w Cleveland.
W 1965 roku został nominowany do sprawowania funkcji biskupa, 20 marca tegoż roku otrzymał sakrę. Od 14 października 1971 roku do swojej śmierci pełnił funkcję biskupa Archidiecezji Albańskiej.

## Życie prywatne
Był synem Vasila Laski oraz Zogo Kane (ur. 1851, zm. ?).